# Genode OS Framework
Genode OS Framework — открытая микроядерная операционная система, которая предоставляет унифицированное окружение для создания приложений, работающих как поверх ядра Linux, так и поверх микроядер Fiasco.OC, OKL4, L4ka::Pistachio и некоторых других. Паравиртуализованное ядро L4Linux, работающее поверх ядра Fiasco.OC, позволяет запускать в Genode прикладные программы для Linux. При этом ядро L4Linux не имеет непосредственного доступа к аппаратному обеспечению, а использует сервисы Genode через набор драйверов. В настоящее время Genode поддерживает Qt5, WebKit, а также различные компоненты Linux и BSD.

## Общее описание
Большинство современных ядер операционных систем, таких как ядро Linux, представляют собой весьма сложное программное обеспечение, которое содержит всё необходимое для управления ресурсами, например, управление памятью, доступ к оборудованию, хранение информации в файловой системе, обработка сетевых пакетов и многое другое. Поэтому такие ядра требует привилегии для управления всем аппаратным обеспечением.
Высокие функциональные требования и широкий спектр существующих аппаратных платформ вызывают быстрый рост кодовой базы таких ядер. Так версия Linux 3.10, выпущенная в 2013 году, содержала порядка 16 миллионов строк кода. В системах такого масштаба невозможно полностью избежать ошибок и утечек безопасности. Ошибка в одной из подсистем может привести выходу из строя всего ядра операционной системы.
Современные операционные системы и аппаратные платформы обеспечивают механизмы изоляции запущенных приложений пользователя: каждое приложение запускается в выделенном адресном пространстве и взаимодействует с другими приложениями только через механизмы, предусмотренные ядром. Таким образом, ядро эффективно защищает пользовательские приложения друг от друга.
Системы с микроядром используют эти методы не только для пользовательских приложений, но и для драйверов устройств, файловых систем и других типичных подсистем на уровне ядра. Таким образом, эффект ошибки в одном из компонентов локально ограничен. Микроядро отзывает все необязательные привилегии от каждого компонента и тем самым сокращает общую сложность кода, работающего в привилегированном режиме, на 1-2 порядка по сравнению с монолитным ядром.
Как показано на рисунке справа, все компоненты защищены друг от друга, используя изоляцию с помощью отдельных адресных пространств. Таким образом, ни один компонент не может получить доступ или повредить другие компоненты без надлежащего разрешения. Связь между компонентами операционной системы может произойти только с помощью механизмов коммуникации, предоставляемых микроядром. Если один из компонентов системы будет поврежден ошибкой, то неисправность окажется локально ограниченной и не распространится на другие компоненты и подсистемы. Кроме того, микроядро обеспечивает время планирования процессора и может предоставить гарантированное время обработки для пользовательских процессов.